# Chemin de fer de l'île de Man

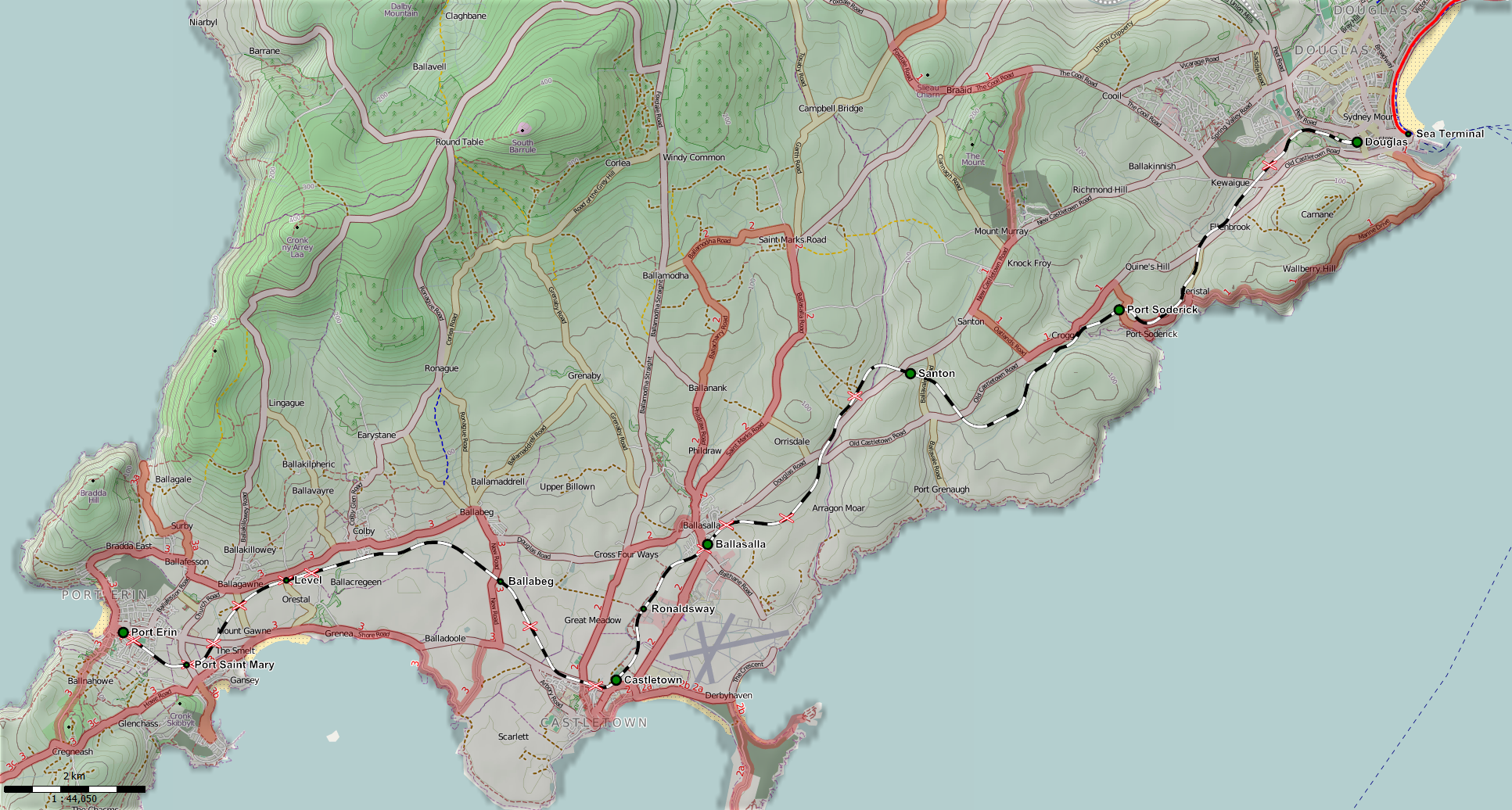
Carte du réseau ferroviaire de l'île de Man.

Le chemin de fer de l'île de Man, en anglais Isle of Man Railway abrégé en IMR ou IOMR (pour IOM Rail), est une ligne de chemin de fer historique fonctionnant à la vapeur et reliant Douglas à Port Erin via Castletown sur l'île de Man. Il s'agit du dernier tronçon de l'ancien réseau totalisant 74 kilomètres et appartenant à la « Compagnie de chemin de fer de l'île de Man » fondée en 1870.

## Histoire

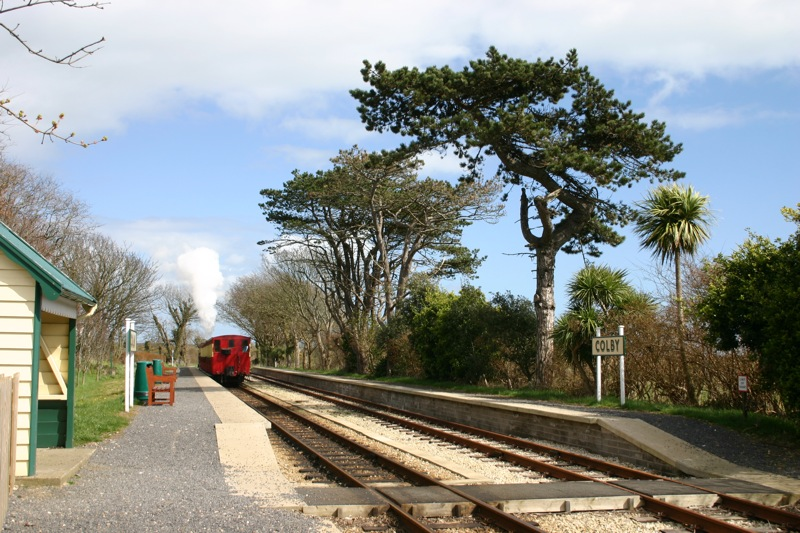
Train au quai de la gare de Colby

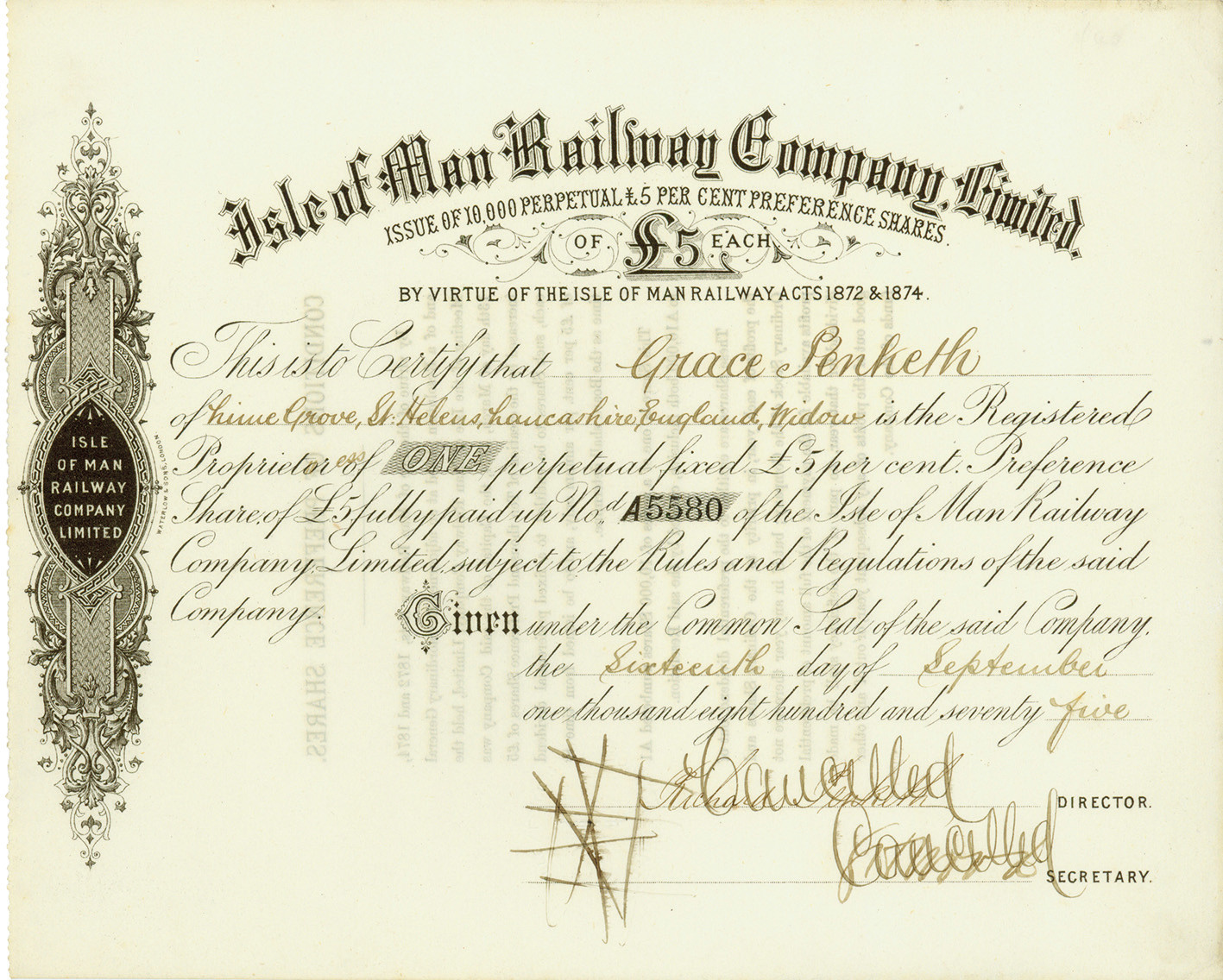
Action de l'Isle of Man Railway Company Ltd en date du 16 septembre 1875.

La première ligne de Douglas à Peel est ouverte le 1er juillet 1873, suivie le 1er août 1874 de la ligne ralliant Port Erin. Initialement, cette dernière avait été planifiée pour finir à Castletown ; cependant elle a été rallongée jusqu'à Port Erin à cause de la construction de bassins portuaires en eau profonde. Mais quelques années après sa réalisation, le quai est détruit par la houle et l'idée de bassins en eau profonde est abandonnée.
Une troisième ligne est construite en 1879 par une compagnie distincte, la Manx Northern Railway, et relie Saint John's à Ramsey. En 1904, elle est reprise et intégrée au réseau du chemin de fer de l'Île de Man.

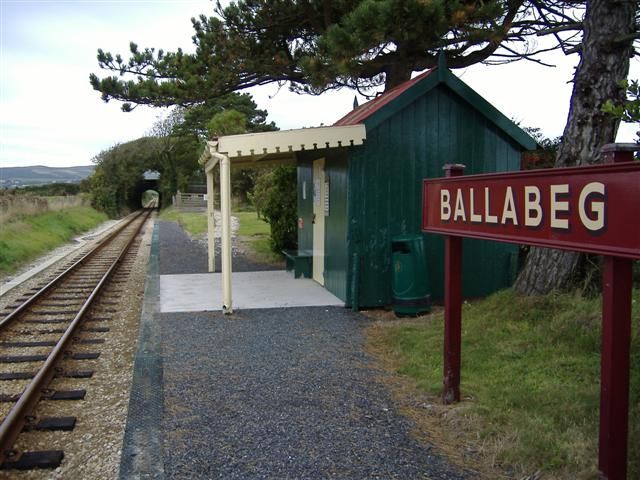
La gare de Ballabeg

Le réseau ferme en totalité après la saison 1966, mais est rouvert lorsque la marquise d'Ailsa obtient un bail. La fin de ce bail entraine la fermeture des lignes : il survient en 1968 sur les lignes de Peel et de Ramsey et en 1974 sur la ligne de Foxdale, près de Saint John's. Quelques années après, la ligne de Port Erin est remise en circulation depuis cette ville jusqu'à Castletown, puis jusqu'à Douglas.
Le musée du chemin de fer de Port Erin a été créé pour perpétuer la mémoire de ce réseau de chemin de fer qui est la propriété et est géré par le Isle of Man Transport, un département du gouvernement de l'île de Man.
Récemment, le gouvernement mena une étude pour évaluer la nécessité de faire fonctionner la ligne à la manière d'une navette dans le but de soulager la circulation automobile aux abords et à l'intérieur de Douglas, la plus grande ville de l'île. Le résultat de cette étude joue le rôle de recommandation pour une telle utilisation qui s'inscrirait dans le développement général du réseau qui voit son extension progresser depuis le début du XXe siècle ainsi que les passages à niveau être automatisés.

## Description

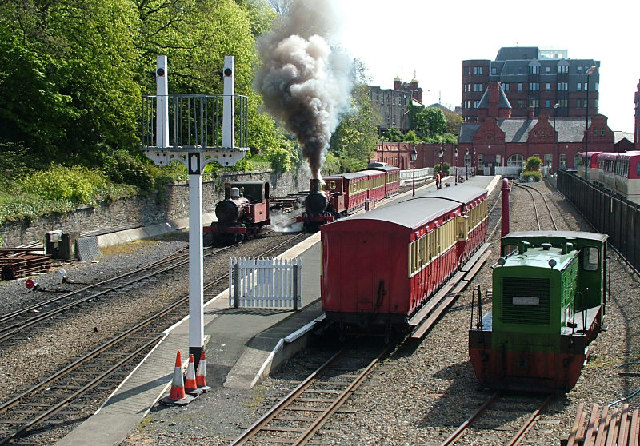
La gare de Douglas

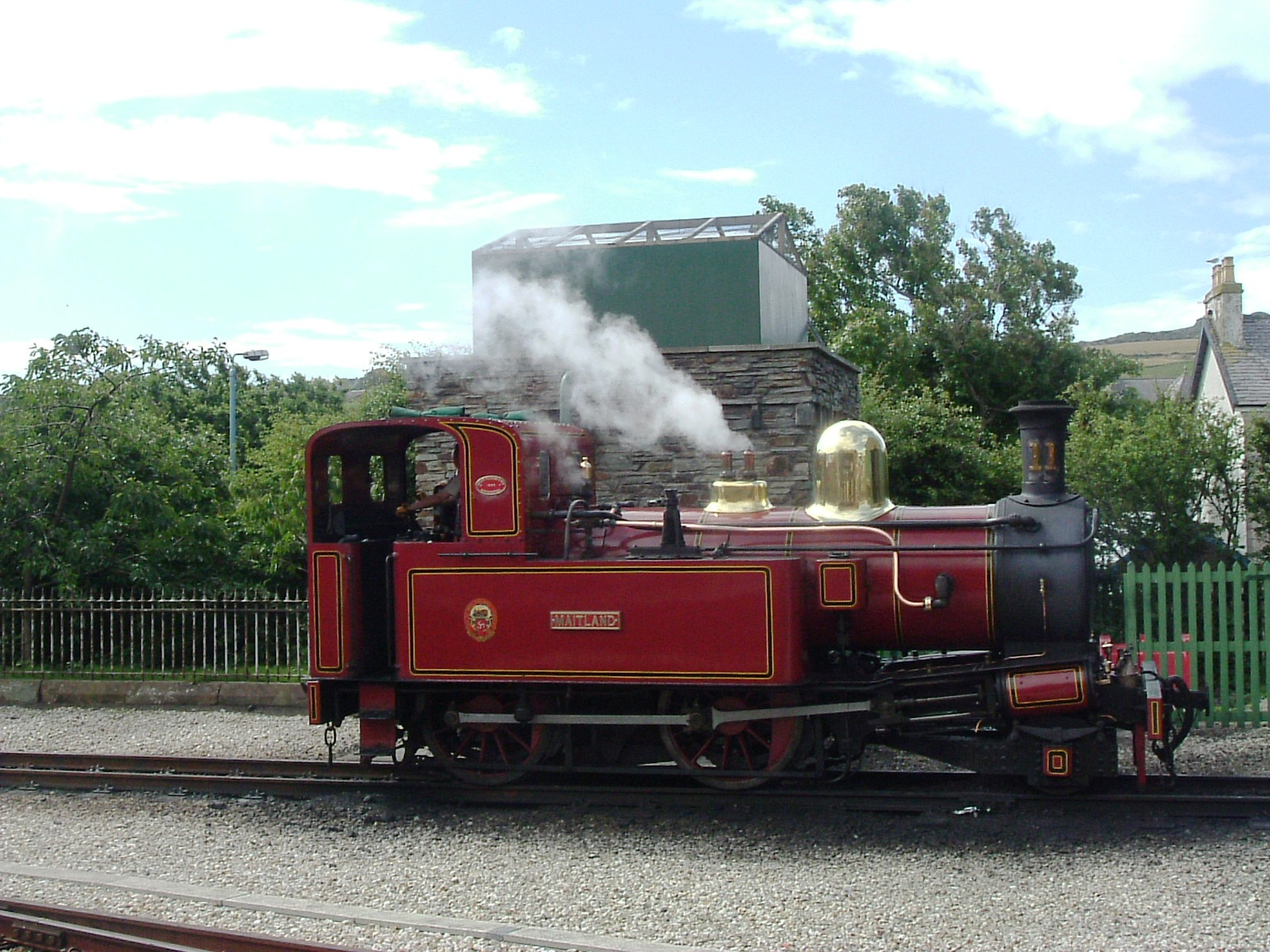
Locomotive à vapeur

### Ligne
La ligne mesure 24,6 kilomètres de longueur et a un écartement des rails de 914 millimètres. La majorité de la ligne traverse la campagne avec seulement de petites sections en zones urbaines. La majorité des voyageurs empruntent la ligne en faisant un aller-retour depuis Port Erin, une station balnéaire victorienne, ou Castletown, l'ancienne capitale de l'île de Man.
En partant de la gare de Douglas, la ligne grimpe fortement pendant quelques kilomètres puis, à hauteur de Ballasalla, redescend en formant des paliers successifs avec une pente importante. Depuis la colline, en direction de l'est, la vue est alors imprenable sur la mer d'Irlande. Après Ballasalla, la ligne présente une faible déclivité et les voyageurs profitent alors de points de vue sur Bradda Head et la tour de Milner entre Castletown et Port Erin dont la gare possède un café proposant des rafraîchissements.

### Gares
- Douglas ;
- Port Soderick ;
- Santon ;
- Ballasalla ;
- Ronaldsway ;
- Castletown ;
- Ballabeg ;
- Colby, Isle of Man (en) ;
- Level ;
- Port Saint Mary ;
- Port Erin.

### Matériel roulant
Il y a sept locomotives en service en même temps, dont deux ou trois fonctionnent à la vapeur. Onze voitures sont opérationnelles, mais beaucoup d'autres sont remisées.